# Antonio Ozores
Antonio Ozores Puchol (Burjasot, Valencia, 24 de agosto de 1928 - Madrid, 12 de mayo de 2010) fue un actor, humorista, escritor y director de cine y teatro español.

## Biografía
Se inició en el mundo de la interpretación a principios de la década de 1940, trabajando en la compañía de teatro de sus padres, y debutó en Zaragoza.
Debuta en el cine en 1950. Durante cinco décadas combina cine, teatro, revista y televisión. Fue uno de los actores más prolíficos en la historia del cine español, con más de 150 títulos en su haber.
Desde sus inicios se especializó en registros cómicos, en ocasiones cercanos al absurdo y el esperpento. En una segunda fase de su carrera cinematográfica trabajó en casi todas las películas de su hermano Mariano. Continuó con papeles cómicos, reiterando un tipo de personaje con un lenguaje atropellado e ininteligible.
En 1973 protagoniza con José Sazatornil en teatro el gran éxito Una noche de 'strip-tease'.
En 1983 dirigió la película Los caraduros, con Carmen Carrión en el reparto.
Su popularidad se vio incrementada al participar, en la década de 1980, en el concurso Un, dos, tres... responda otra vez presentado por Mayra Gómez Kemp, aunque ya había trabajado antes en televisión, desde los años 1960.
En Burjasot, su ciudad natal, le fue otorgada una calle de nombre "José Luis y Antonio Ozores" en reconocimiento a su trayectoria profesional.
Dirigió a su hija Emma en la obra de teatro El último que apague la luz (2007).
En 2009 se le otorga el premio Sancho Panza de la Asociación del Humorismo Español.

### Vida personal
Era hijo de los actores Mariano Ozores Francés y Luisa Puchol, padre de la actriz Emma Ozores (1961), hermano del actor José Luis Ozores (1922-1968) y del director y guionista Mariano Ozores (1926-2025), y tío de la actriz Adriana Ozores (1959), hija del primero.
El 24 de mayo de 1960 se casó en la Iglesia de San Agustín (Madrid) con la actriz Elisa Montés (1934-2024), que fue madre de su hija Emma y de quien se separó en 1969. Fue cuñado de las también actrices Emma Penella (1931-2007) y Terele Pávez (1939-2017).
Falleció en Madrid el 12 de mayo de 2010 a la edad de 81 años a causa de un cáncer. Su cuerpo fue incinerado el 13 de mayo de 2010 en el Tanatorio  la paz de Alcobendas.

## Filmografía
- Pelotazo nacional (1993)
- Jet Marbella Set (1991)
- Disparate nacional (1990)
- Canción triste de... (1989)
- El equipo Aahhgg (1989)
- Tahiti's Girl (1989)
- Hacienda somos casi todos (1988)
- Ya no va más (1988)
- Esto es un atraco (1987)
- ¡¡Esto sí se hace!! (1987)
- ¡No hija, no! (1987)
- Capullito de alhelí (1986)
- Reír más es imposible (1986)
- Los presuntos (1986)
- La varilla de Saurí (1985)
- Cuatro mujeres y un lío (1985)
- El recomendado (1985)
- ¡Qué tía la C.I.A.! (1985)
- El rollo de septiembre (1985)
- Al este del oeste (1984)
- El cura ya tiene hijo (1984)
- El pan debajo del brazo (1984)
- La Lola nos lleva al huerto (1984)
- Cuando Almanzor perdió el tambor (1984)
- Agítese antes de usarla (1983)
- Los caraduros (1983)
- El currante (1983)
- Un genio en apuros (1983)
- La loca historia de los tres mosqueteros (1983)
- Juana la loca... de vez en cuando (1983)
- Los autonómicos (1982)
- Cristóbal Colón, de oficio... descubridor (1982)
- El hijo del cura (1982)
- Un Rolls para Hipólito (1982)
- ¡Que vienen los socialistas! (1982)
- Los liantes (1981)
- El primer divorcio (1981)
- Queremos un hijo tuyo (1981)
- Todos al suelo (1981)
- ¡Qué gozada de divorcio! (1981)
- Brujas mágicas (1981)
- Es peligroso casarse a los 60 (1981)
- El erótico enmascarado (1980)
- El liguero mágico (1980)
- Yo hice a Roque III (1980)
- Los energéticos (1979)
- Los bingueros (1978)
- El apolítico (1977)
- Celedonio y yo somos así (1977)
- Estoy hecho un chaval (1977)
- Ellas los prefieren... locas (1977)
- Eva, limpia como los chorros del oro (1977)
- Un día con Sergio (1977)
- Haz la loca... no la guerra (1976)
- Alcalde por elección (1976)
- Mayordomo para todo (1976)
- Strip-tease a la inglesa (1975)
- Tres suecas para tres rodríguez (1975)
- Tío, ¿de verdad vienen de París? (1975)
- El reprimido (1974)
- Fin de semana al desnudo (1974)
- Dormir y ligar: todo es empezar (1974)
- La llamaban La Madrina (1973)
- Manolo la nuit (1973)
- Señora doctor (1973)
- La descarriada (1973)
- Dos chicas de revista (1972)
- Venta por pisos (1972)
- La graduada (1971)
- Si Fulano fuese Mengano (1971)
- En la red de mi canción (1971)
- A mí las mujeres ni fu ni fa (1971)
- Cómo casarse en siete días (1971)
- El apartamento de la tentación (1971)
- Las siete vidas del gato (1970)
- El astronauta (1970)
- Después de los nueve meses (1970)
- Susana (1969)
- El taxi de los conflictos (1969)
- Matrimonios separados (1969)
- Juicio de faldas (1969)
- Cuatro noches de boda (1969)
- Flash 17 (1968)
- Objetivo Bi-ki-ni (1968)
- Operación Mata Hari (1968)
- El turismo es un gran invento (1968)
- ¡Cómo está el servicio! (1968)
- Operación cabaretera (1967)
- El tesoro del capitán Tornado (1967)
- 40 grados a la sombra (1967)
- Tenemos 18 años (1967)
- Viaggio di nozze all'italiana (1966)
- Hoy como ayer (1966)
- Veneri in collegio (1965)
- Historias de la televisión (1965)
- Fin de semana (1964)
- Júrame (1964)
- Las hijas de Helena (1963)
- La hora incógnita (1963)
- Chica para todo (1963)
- La pandilla de los once (1963)
- Alegre juventud (1963)
- Horizontes de luz (1962)
- Su alteza la niña (1962)
- Suspendido en sinvergüenza (1962)
- Vampiresas 1930 (1962)
- Érase una vez... Los Brincos (1962)
- Cupido contrabandista (1962)
- La cuarta carabela (1961)
- Salto mortal (1961)
- Trampa para Catalina (1961)
- Los económicamente débiles (1960)
- El cerro de los locos (1960)
- Las dos y media y... veneno (1959)
- Los tramposos (1959)
- Quince bajo la lona (1959)
- Patio andaluz (1958)
- Ana dice sí (1958)
- El puente de la paz (1958)
- La frontera del miedo (1958)
- El hombre del paraguas blanco (1958)
- El aprendiz de malo (1958)
- Familia provisional (1958)
- El fotogénico (1957)
- Las muchachas de azul (1957)
- Un abrigo a cuadros (1957)
- Tremolina (1957)
- Torero por alegrías (1957)
- Saeta rubia (1956)
- Malagueña (1956)
- Viaje de novios (1956)
- Manolo, guardia urbano (1956)
- Los ladrones somos gente honrada (1956)
- La gran mentira (1956)
- La chica del barrio (1956)
- Al fin solos (1955)
- La lupa (1955)
- El guardián del paraíso (1955)
- Los ases buscan la paz (1955)
- Morena Clara (1954)
- Felices Pascuas (1954)
- Un caballero andaluz (1954)
- Un día perdido (1954)
- Amor sobre ruedas (1954)
- El diablo toca la flauta (1953)
- Aeropuerto (1953)
- Esa pareja feliz (1953)
- La hermana San Sulpicio (1952)
- Cerca de la ciudad (1952)
- Habitación para tres (1952)
- El último caballo (1950)

## Televisión
- A las diez en mi barrio (1956)[3]
- Historias de la vida vulgar (1964)
- Noche del sábado (1965)
- Un, dos, tres... responda otra vez (1986-1987 y 2004)
- Taller mecánico (1990)
- El sexólogo (1994)
- Este país necesita un repaso (1994)

## Ancestros
|  |                             |  |  |  |  |  |  |  |  |  |  |  |  |  |  |  |
|  | 4. Aurelio Ozores Ugalde    |  |  |  |  |  |  |  |  |  |  |  |  |  |  |  |
|  |                             |  |  |  |  |  |  |  |  |  |  |  |  |  |  |  |
|  |                             |  |  |  |  |  |  |  |  |  |  |  |  |  |  |  |
|  | 2. Mariano Ozores Francés   |  |  |  |  |  |  |  |  |  |  |  |  |  |  |  |
|  |                             |  |  |  |  |  |  |  |  |  |  |  |  |  |  |  |
|  |                             |  |  |  |  |  |  |  |  |  |  |  |  |  |  |  |
|  | 5. Emilia Francés Rodríguez |  |  |  |  |  |  |  |  |  |  |  |  |  |  |  |
|  |                             |  |  |  |  |  |  |  |  |  |  |  |  |  |  |  |
|  |                             |  |  |  |  |  |  |  |  |  |  |  |  |  |  |  |
|  | 1. Antonio Ozores Puchol    |  |  |  |  |  |  |  |  |  |  |  |  |  |  |  |
|  |                             |  |  |  |  |  |  |  |  |  |  |  |  |  |  |  |
|  |                             |  |  |  |  |  |  |  |  |  |  |  |  |  |  |  |
|  | 6. Antonio Puchol Ávila     |  |  |  |  |  |  |  |  |  |  |  |  |  |  |  |
|  |                             |  |  |  |  |  |  |  |  |  |  |  |  |  |  |  |
|  |                             |  |  |  |  |  |  |  |  |  |  |  |  |  |  |  |
|  | 3. Luisa Puchol Butier      |  |  |  |  |  |  |  |  |  |  |  |  |  |  |  |
|  |                             |  |  |  |  |  |  |  |  |  |  |  |  |  |  |  |
|  |                             |  |  |  |  |  |  |  |  |  |  |  |  |  |  |  |
|  | 7. Claudia Butier Morales   |  |  |  |  |  |  |  |  |  |  |  |  |  |  |  |
|  |                             |  |  |  |  |  |  |  |  |  |  |  |  |  |  |  |
|  |                             |  |  |  |  |  |  |  |  |  |  |  |  |  |  |  |
|  | 15. Gregoria Morales Pérez  |  |  |  |  |  |  |  |  |  |  |  |  |  |  |  |
|  |                             |  |  |  |  |  |  |  |  |  |  |  |  |  |  |  |
|  |                             |  |  |  |  |  |  |  |  |  |  |  |  |  |  |  |

## Principales premios
Medallas del Círculo de Escritores Cinematográficos
| Año  | Categoría       | Resultado |
| ---- | --------------- | --------- |
| 1983 | Premio especial | Ganador   |

- En 2016 Los Hermanos Ozores: Mariano Ozores (1926-2025), José Luis Ozores (1922-1968) y Antonio Ozores (1928-2010) fueron galardonados con el Goya de Honor de la Academia de Cine de España.[5][6]